# آيت إسفاون السهلية (بني عياط)
آيت إسفاون السهلية هي إحدى مشيخات المملكة المغربية، تتبع جغرافيا لإقليم أزيلال وإداريًا لبني عياط. يقدر عدد سكانها بـ 5039 نسمة حسب الإحصاء الرسمي للسكان والسكنى لسنة 2004.